# Benignost
Benígnost ali nezlóčestost je izraz v medicini, ki označuje nekaj nenevarnega, ozdravljivega, nekaj, kar poteka v blažji obliki. Izraz se uporablja za označevanje nenevarnih bolezni, kot so npr.: 
- benigna hipertenzija (povišan krvni pritisk),
- benigna vrtoglavica povezana s položajem (benigni paroksizmalni pozicijski vertigo)
- benigni tumor[1]

Izraz ima ravno nasprotni pomen kot beseda malignost.